# Bolivinitella
Bolivinitella es un género de foraminífero bentónico considerado un subgénero de Siphogaudryina, es decir, Siphogaudryina (Bolivinitella), pero aceptado como sinónimo posterior de Loxostomum de la familia Loxostomatidae, de la superfamilia Loxostomatoidea, del suborden Buliminina y del orden Buliminida. Su especie tipo era Bolivinita eleyi. Su rango cronoestratigráfico abarcaba desde el Coniaciense superior (Cretácico superior) hasta el Paleoceno.

## Discusión
Bolivinitella, como subgénero de Siphogaudryina, hubiese sido incluida en la subfamilia Verneuilininae, de la familia Verneuilinidae, de la superfamilia Verneuilinoidea, del suborden Verneuilinina y del orden Lituolida. Clasificaciones previas la incluían en el suborden Textulariina del orden Textulariida, o en el orden Lituolida sin diferenciar el suborden Verneuilinina.

## Clasificación
Bolivinitella incluía a las siguientes especies:
- Bolivinitella eleyi †, también considerado como Siphogaudryina (Bolivinitella) eleyi †, y aceptado comoLoxostomum eleyi †
  - Bolivinitella eleyi var. polygonalis †, también considerado como Siphogaudryina (Bolivinitella) eleyi var. polygonalis †, y aceptado comoTritaxia polygonalis †
- Bolivinitella emscheriana †, también considerado como Siphogaudryina (Bolivinitella) emscheriana †, y aceptado comoSiphogaudryina emscheriana †
- Bolivinitella galeata †, también considerado como Siphogaudryina (Bolivinitella) galeata †
- Bolivinitella olsoni †, también considerado como Siphogaudryina (Bolivinitella) olsoni †